# Lebădă neagră
Lebăda neagră (Cygnus atratus) este o pasăre de apă mare, o specie de lebădă care se reproduce în principal în regiuni din sud-estul și sud-vestul Australiei. În Australia, lebăda neagră este nomadă, cu modele de migrație neregulate care depind de condițiile climatice. Este o pasare mare, cea mai mare parte a penajului este negru și are ciocul roșu. Este monogamă, ambii parteneri împărtășind sarcini de incubație și creștere a puilor.
Lebăda neagră a fost introdusă în diferite țări ca pasăre ornamentală în anii 1800, dar a reușit să scape și să formeze populații stabile. Descrisă științific de către naturalistul englez John Latham în 1790, lebăda neagră a fost plasată anterior într-un gen monotipic, Chenopis. Lebedele negre pot fi găsite singure sau în companii libere care numără sute sau chiar mii de exemplare. Este o pasăre populară în grădinile zoologice și colecțiile de păsări, iar cele care evadează sunt uneori văzute în afara ariei lor naturale.
Această pasăre este un simbol regional atât al Australiei de Vest, unde este nativă, cât și al orașului englez Dawlish, unde este o specie introdusă.

## Descriere

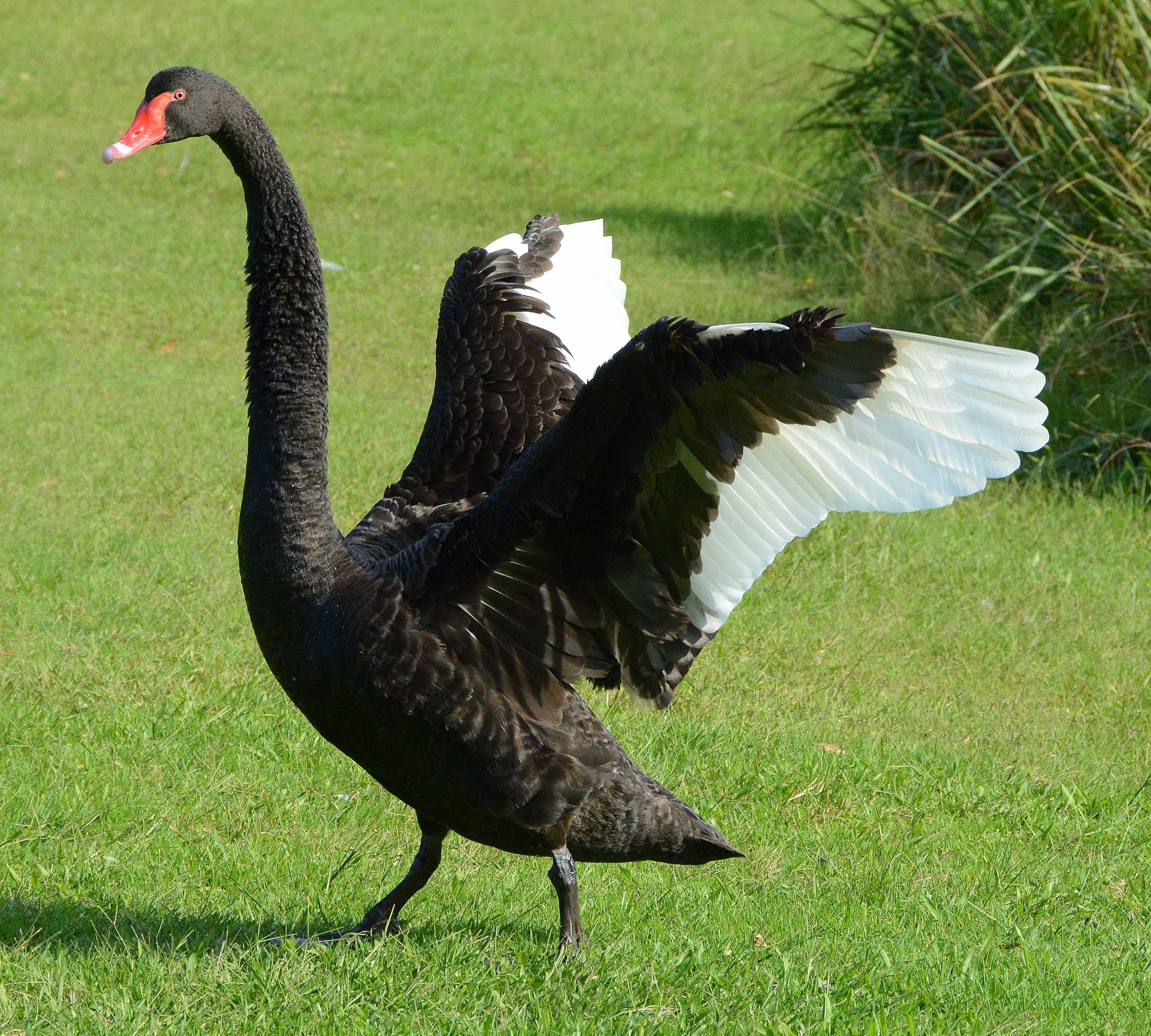
Sunt vizibile penele albe de zbor.

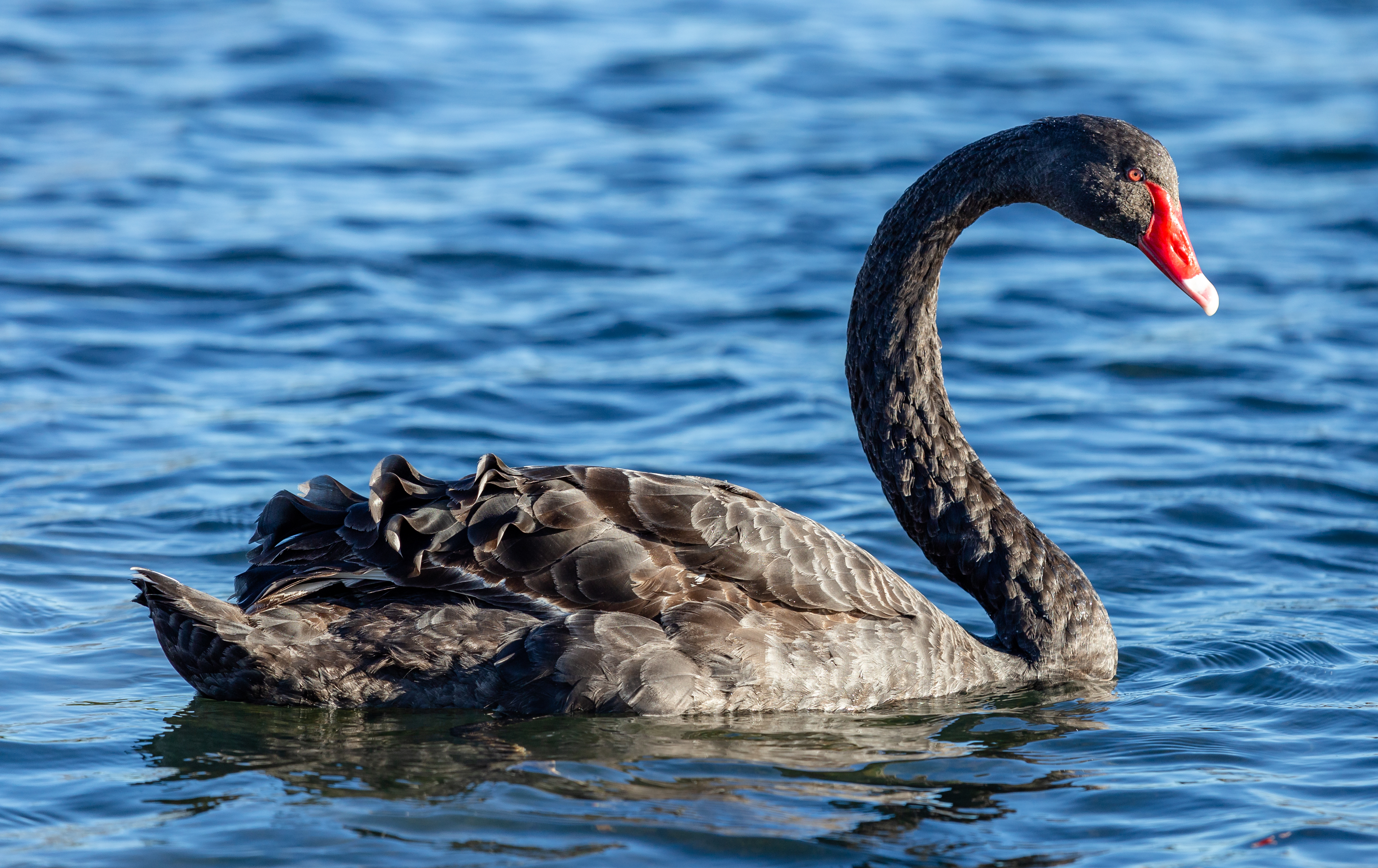
Vedere laterală a unui adult care prezintă gâtul în formă de „S” caracteristic.

Lebedele negre sunt în mare parte păsări cu pene negre, cu pene de zbor albe. Ciocul este roșu aprins, cu o dungă albă la margine și la vârf; picioarele și labele picioarelor sunt de culoare negru-cenușiu. Masculii sunt puțin mai mari decât femelele, și au ciocul mai lung și mai drept. Păsările imature sunt de un maro cenușiu cu pene cu margini palide.
Lebedele negre mature măsoară între 110 și 142 centimetri în lungime și cântăresc 3,7-9 kilograme. Lungimea aripii lor este între 1,6 și 2 metri. Gâtul este lung (relativ cel mai lung gât dintre lebede) și curbat în formă de „S”.
Lebăda neagră scoate un sunet muzical putermic, asemănător unei goarne, fie pe apă, fie în zbor, precum și o gamă de note mai fine. De asemenea, poate fluiera, mai ales când este deranjată în timpul reproducerii și cuibăririi.
Când înoată, lebedele negre își țin gâtul arcuit sau ridicat și își poartă adesea penele sau aripile ridicate într-un afișaj agresiv. În zbor, un grup de lebede negre va forma o linie sau un V, cu păsări individuale care zboară puternic, cu gâtul lung ondulat, emițând sunete fluierătoare cu aripile lor și apeluri gălăgioase.
Lebăda neagră este diferită de orice altă pasăre australiană, deși în condiții de lumină slabă și la distanță lungă, poate fi confundată atunci când este în zbor cu o gâscă cu degetele despicate. Cu toate acestea, lebăda neagră se poate distinge prin gâtul său mult mai lung și bătăile lente ale aripii.
O populație captivă de lebede negre din Lakeland, Florida, a produs câțiva indivizi care au o culoare gri deschisă, în loc de negru.

## Distribuție

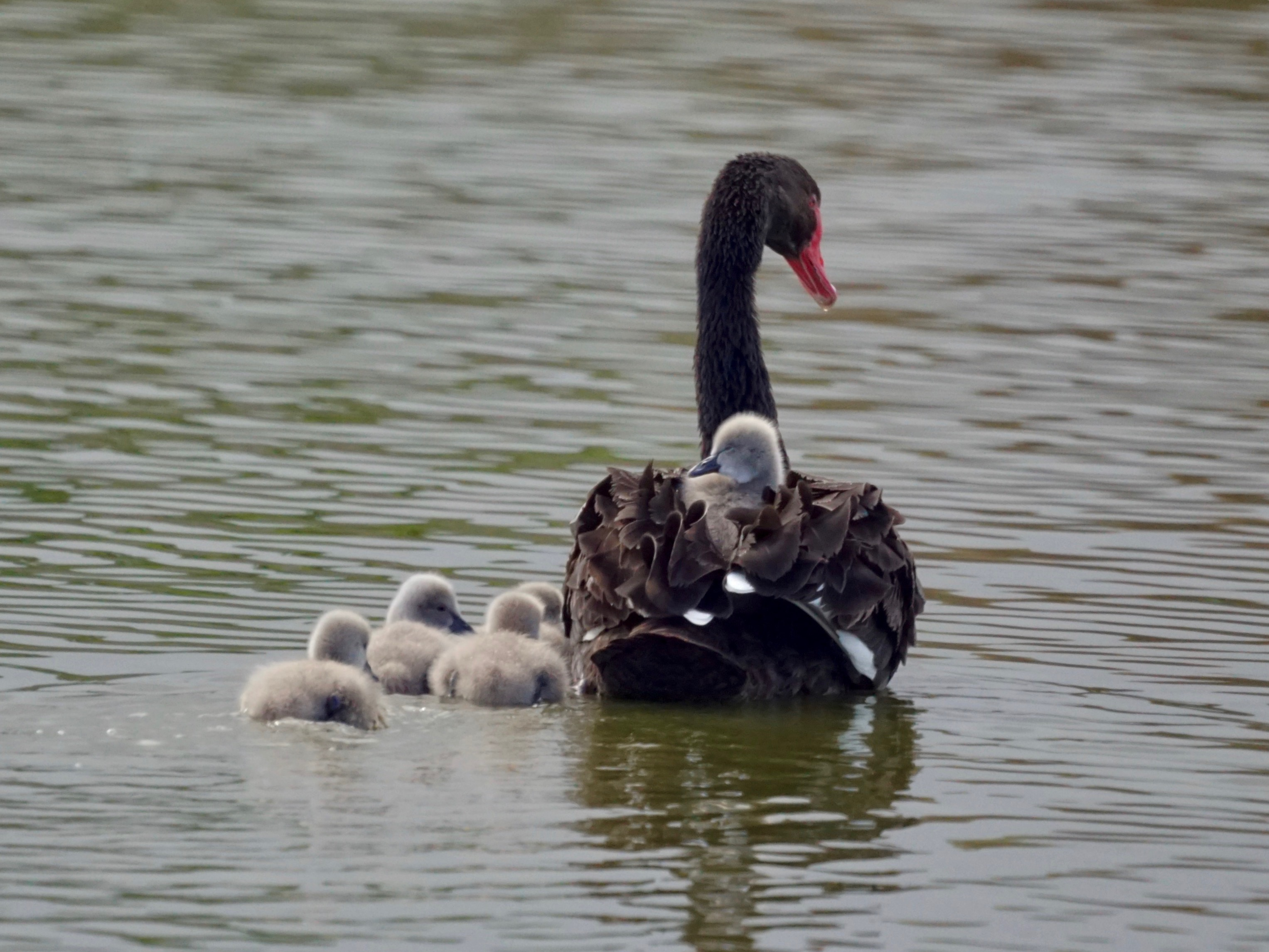
Părinte cu pui

Lebăda neagră este comună în zonele umede din sud-vestul și estul Australiei și insulele de coastă adiacente. În sud-vest, aria sa cuprinde o zonă între Capul de Nord-Vest, Capul Leeuwin și Eucla; în timp ce în est acoperă o regiune mare delimitată de Atherton Tableland, Peninsula Eyre și Tasmania, bazinul Murray Darling susținând populații foarte mari de lebede negre.
Habitatul preferat al lebedei negre se extinde pe lacuri mari, iazuri, râuri, lagune sau mlaștini, cu vegetație subacvatică pentru hrană și materiale de cuibărit. Favorizează zonele umede permanent, inclusiv lacurile ornamentale, dar poate fi găsită și în pășunile inundate și, ocazional, pe mare deschisă lângă insule sau țărm.
Cândva, se credea că lebăda neagră este sedentară, dar acum se știe că este extrem de nomadă. Nu există un model migratoriu stabilit, ci răspunsuri mai degrabă oportuniste fie la precipitații, fie la secetă. În anii cu precipitații ridicate, migrația are loc din sud-vest și sud-est în interior, cu o migrație inversă către aceste zone de bază în anii mai uscați. Când ploaia va cădea în regiunile centrale aride, lebedele negre vor migra în aceste zone pentru a cuibări și a-și crește puii. Cu toate acestea, în cazul în perioada aridă se întorce înainte ca puii să fi crescut, păsările adulte vor abandona cuiburile și ouăle sau puii și se vor întoarce în zonele mai umede.
Lebăda neagră, la fel ca multe alte păsări de apă, își pierde toate penele dintr-o dată când năpârlește după reproducere și nu poate zbura timp de aproximativ o lună. În acest timp, se va așeza de obicei pe ape mari, deschise, pentru siguranță.
Se estimează că populația globală actuală de lebede negre este de până la 500.000 de indivizi. Nici o amenințare de extincție sau de scădere semnificativă a populației nu a fost identificată.
Lebedele negre au fost văzute pentru prima dată de europeni în 1697, când expediția olandezului Willem de Vlamingh a explorat râul Swan din Australia de Vest.

### Populații introduse

#### Noua Zeelandă

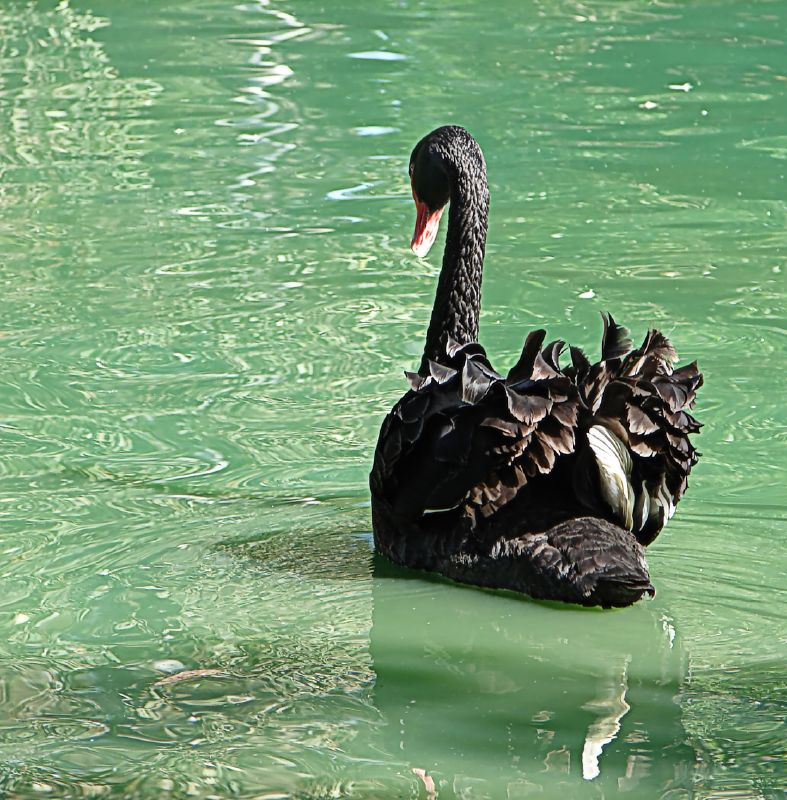
Cygnus atratus

În 1864, lebăda neagră australiană a fost introdusă în Noua Zeelandă ca păsări de apă ornamentale, iar populațiile sunt acum comune pe lacurile de coastă sau interioare mai mari, în special lacul Rotorua, lacul Wairarapa, lacul Ellesmere și insulele Chatham. Lebedele negre au zburat, de asemenea, în mod natural în Noua Zeelandă, ceea ce i-a determinat pe oamenii de știință să le considere mai degrabă o specie nativă decât exotică, deși populația actuală pare să provină în mare parte din introduceri deliberate.

#### Regatul Unit
Lebăda neagră este foarte populară ca pasăre de apă ornamentală în vestul Europei, în special în Marea Britanie. Până în prezent, populația din Marea Britanie nu este considerată auto-susținută și, prin urmare, speciei nu i se permite admiterea pe lista oficială britanică, dar Wildfowl and Wetlands Trust au înregistrat maximum nouă perechi de reproducere în Marea Britanie în 2001, cu o estimare de 43 de păsări sălbatice în 2003-2004. 
O mică populație de lebede negre există pe râul Tamisa la Marlow, pe pârâul care traversează micul oraș Dawlish din Devon, lângă râul Itchen din Hampshire și râul Tees lângă Stockton on Tees. Sunt atât de bine asociate orașului încât pasărea a fost emblema orașului timp de patruzeci de ani.

## Comportament

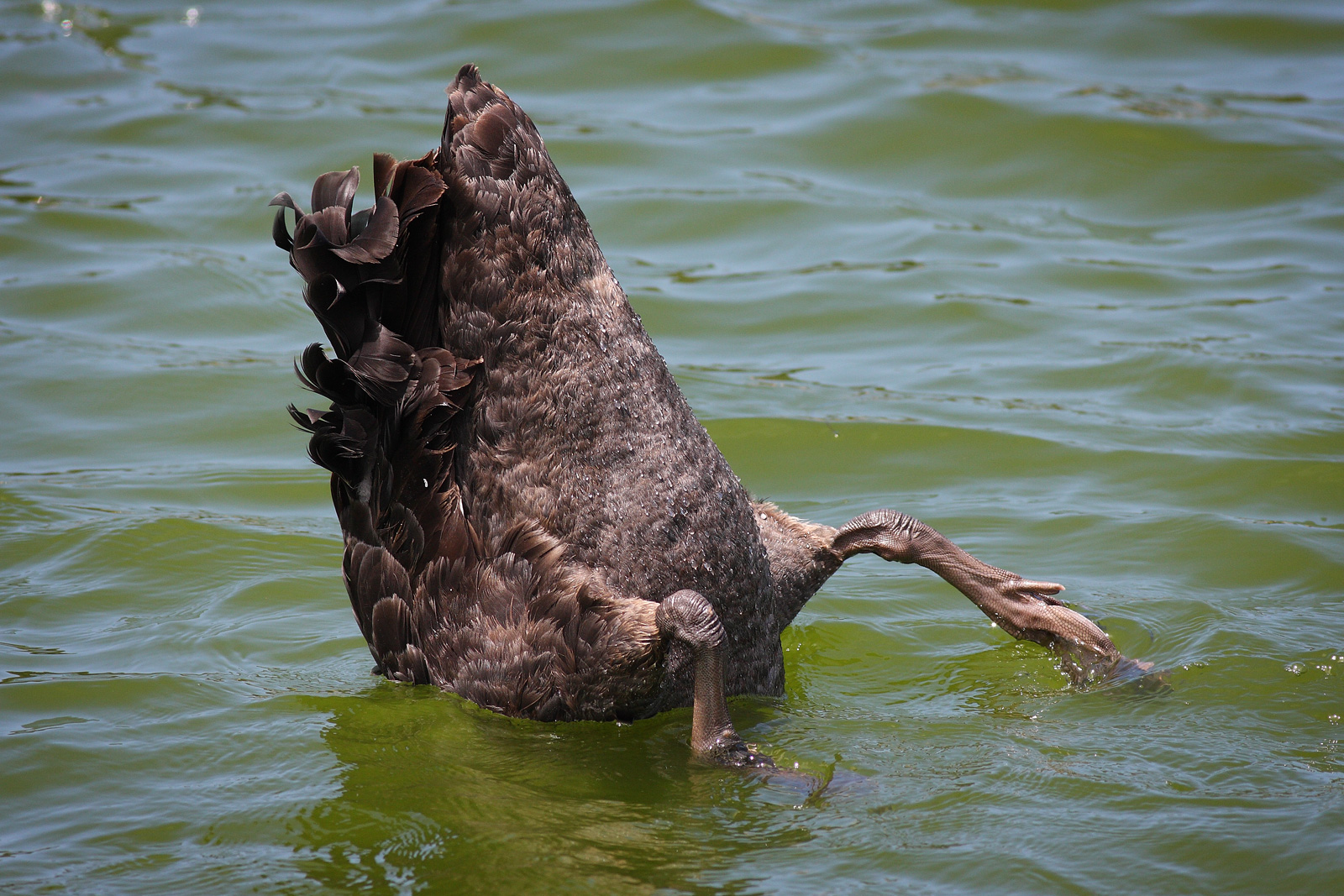
Cu capul în jos în apă mai adâncă pentru a ajunge la hrană

### Hrană
Lebăda neagră este aproape exclusiv ierbivoră și, deși există unele variații regionale și sezoniere, dieta este în general dominată de plante acvatice. În New South Wales, frunza de stuf (genul Typha) este cea mai importantă hrană a păsărilor din zonele umede, urmată de alge subacvatice și plante acvatice, cum ar fi Vallisneria. În Queensland, plantele acvatice precum Potamogeton și alge sunt alimentele dominante. 
Compoziția exactă variază în funcție de nivelul apei; în situații de inundații în care hrana normală nu este la îndemâna lebedelor negre, ele se vor hrăni cu plante de pășune de pe țărm  Lebăda neagră se hrănește în mod similar cu alte lebede. Când se hrănește în apă puțin adâncă, își va scufunda capul și gâtul sub apă și este capabilă să-și mențină capul în jos, păstrându-și corpul orizontal. În apă mai adâncă, lebăda se ridică pentru a ajunge mai jos. Lebedele negre sunt capabile să filtreze hrana la suprafața apei.

### Cuibărire și reproducere

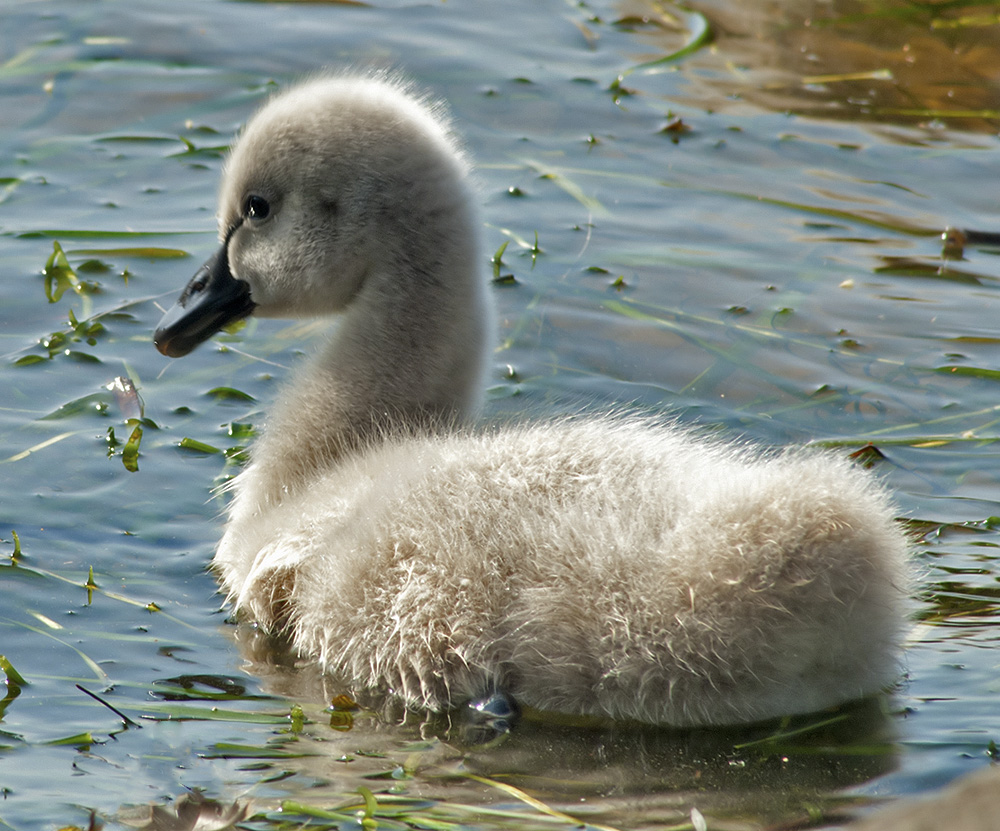
Pui de lebădă neagră

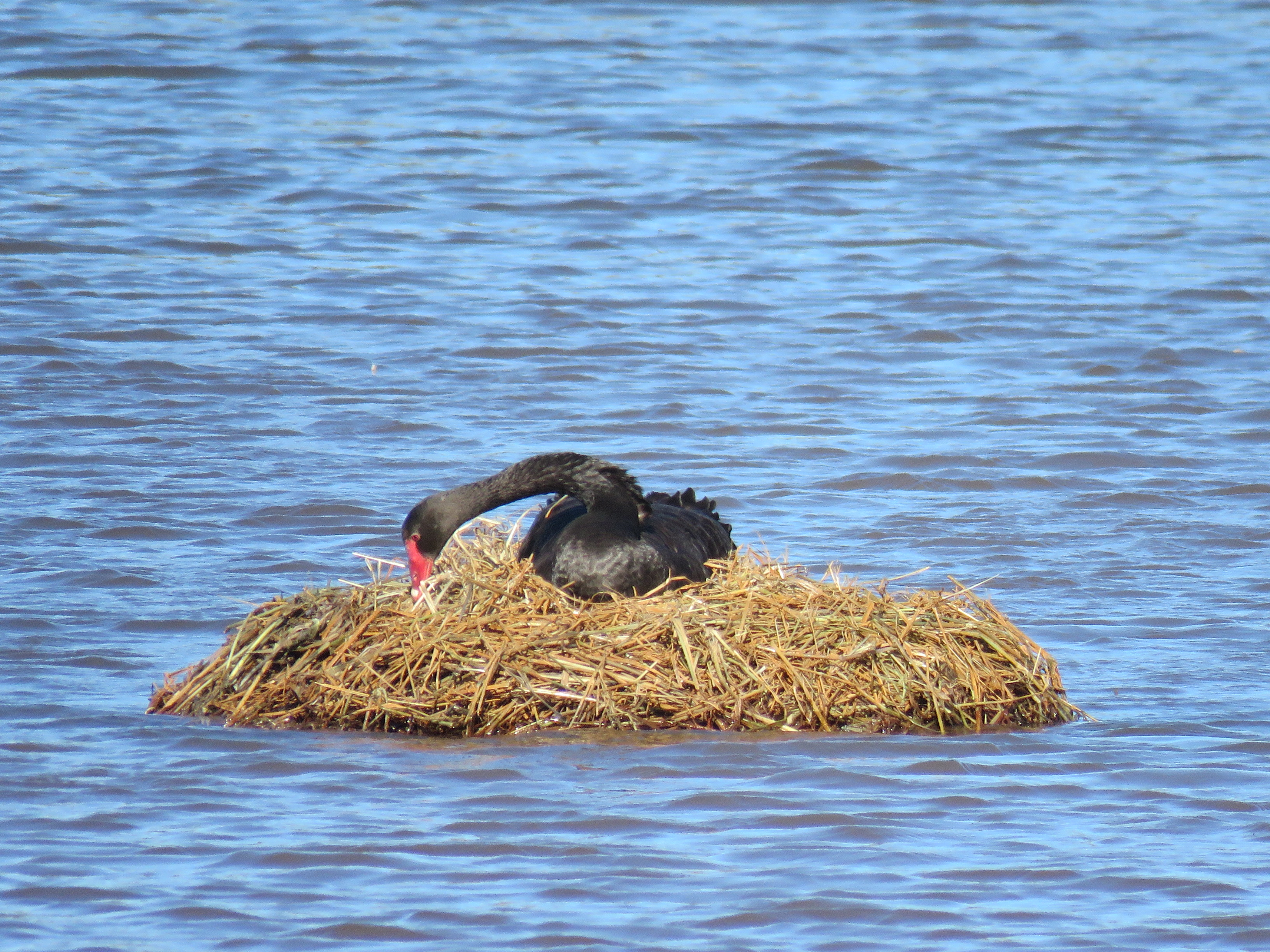
O lebădă neagră și cuibul său pe lacul Booragoon

La fel ca alte lebede, lebăda neagră este în mare parte monogamă, împerechindu-se pe viață (aproximativ 6% rata despărțirilor). Studii recente au arătat că aproximativ o treime din toți puii prezintă paternitate extra-pereche. Ele fură alte cuiburi, sau formează trio-uri temporare cu o altă femelă pentru a obține ouă, alungând femela după ce aceasta depune ouăle.
În general, lebedele negre din emisfera sudică cuibăresc în lunile mai umede de iarnă (februarie-septembrie), ocazional în colonii mari. Un cuib de lebădă neagră este în esență un morman mare sau o movilă de stuf, ierburi și buruieni între 1 și 1,5 metri în diametru și până la 1 metru înălțime, în apă puțin adâncă sau pe insule. Un cuib este reutilizat în fiecare an, restaurat sau reconstruit după cum este necesar. Ambii părinți au grijă de cuib. Depun 4 până la 8 ouă de culoare alb-verzui care sunt incubate timp de aproximativ 35-40 de zile.
Incubația începe după depunerea ultimului ou, pentru a sincroniza clocirea puilor. Înainte de începerea incubării, părintele va sta peste ouă fără a le încălzi efectiv. Ambele sexe incubează ouăle, iar femela incubează noaptea. Schimbarea între perioadele de incubație este marcată de ceremonii rituale de către ambele sexe. Dacă ouăle se scurg accidental din cuib, ambele sexe vor extrage oul folosind gâtul (la alte specii de lebede, doar femela face acest lucru). La fel ca toate lebedele, lebedele negre își vor apăra agresiv cuiburile cu aripile și ciocurile. După eclozare, puiul este îngrijit de părinți timp de aproximativ 9 luni până îi cresc penele de zbor. Pui pot călări pe spatele părintelui pentru călătorii mai lungi în ape mai adânci, dar lebedele negre își asumă acest comportament mai rar față de lebedele mute și cu cele cu gât negru.

## Relația cu omul

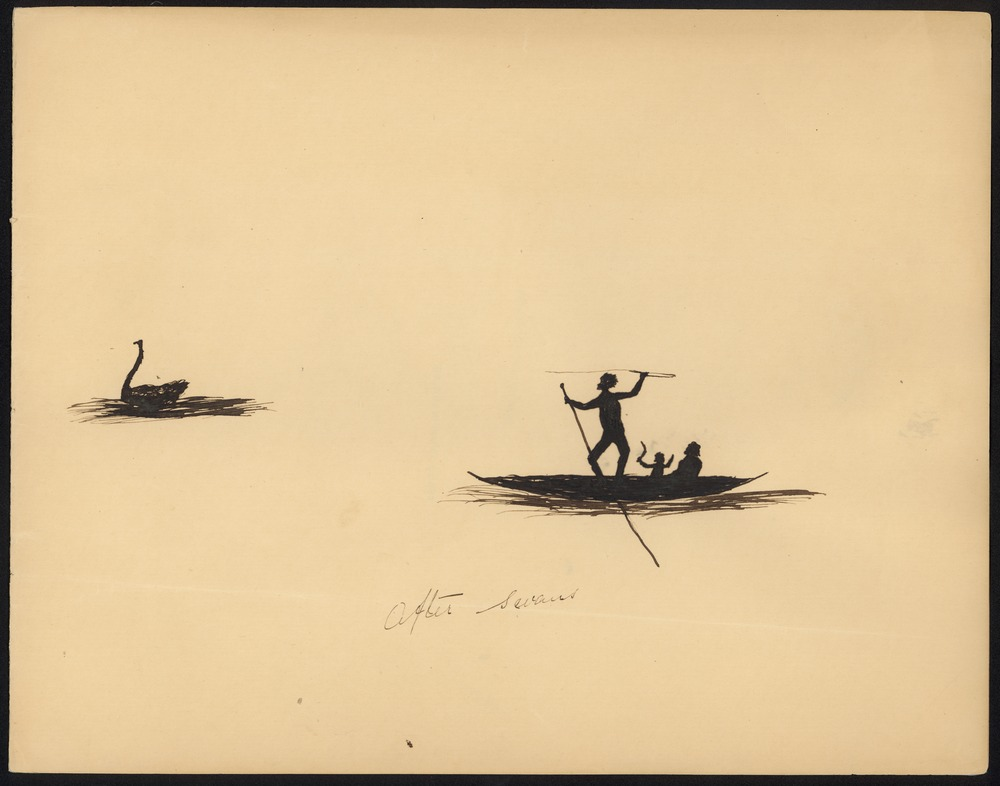
Vânători aborigeni și lebede negre, de Tommy McRae, v. 1865

Lebedele sunt animale sălbatice capabile să trăiască independent de oameni, cu excepția cazului în care sunt limitate sau condiționate (tăierea aripilor, separarea de părinți înainte de maturitate deplină, reproducere în captivitate, legături emoționale etc.). Relația directă cu oamenii, în mod similar cu alte lebede, este una de neîncredere prudentă, dar tinde să devină sociabilă, acceptând deseori hrană, adăpost și atenție.

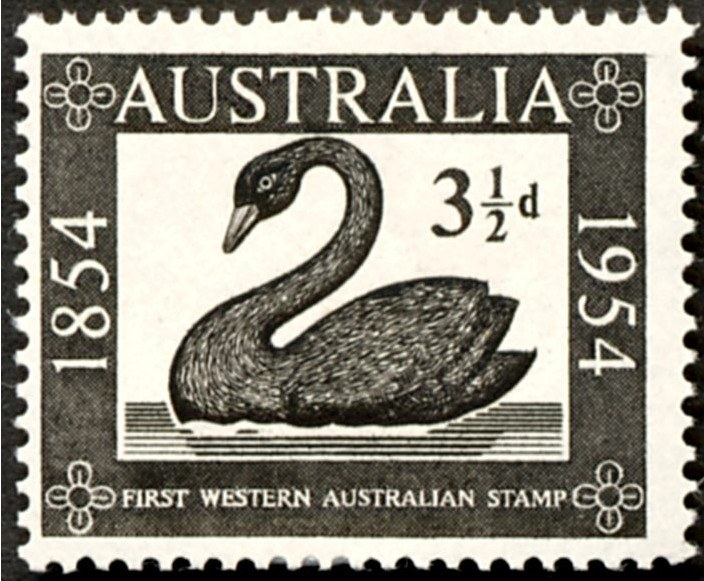
Timbru australian din 1954 emis pentru centenarul primei lebede negre.

În general, obiceiul oamenilor de a arunca alimente lebedelor ar trebui să ia în considerare că acestea fiind animale animale sălbatice, orice contact cu oamenii este potențial dăunător pentru ele, deoarece riscă să reducă substanțial independență. În plus, pâinea, mai ales dacă este uscată sau în bucăți mari, este departe de hrana lor ideală. În acest sens, este esențial să fie alimentată cel puțin cu bucăți mici și întotdeauna înmuiate în apă (aruncându-l eventual în apa din apropierea locului în care înoată lebada), în cantități modeste (există riscul de indigestie) și să nu o impună niciodată ca hrană exclusivă a animalului.
Lebăda neagră este emblema oficială de stat a Australiei de Vest și este înfățișată pe steagul și pe stema Australiei de Vest. Simbolul este utilizat și în alte embleme, monede, sigle, mascote și în denumirea echipelor sportive.

### Mit și metaforă europeană
Satiristul latin Iuvenalis a scris în anul 82 despre rara avis in terris nigroque simillima cygno („o pasăre tot atât de rară pe pământ ca o lebădă neagră”). El a vrut să spună ceva a cărui raritate s-ar compara cu cea a unei lebede negre sau, cu alte cuvinte, întrucât o lebădă neagră nu exista, nici caracteristicile presupuse ale „păsării rare” cu care a fost comparată nu există. Expresia a trecut în mai multe limbi europene ca proverb popular, inclusiv în română, unde primele două cuvinte rara avis sunt adesea folosite ironic. Pentru aproximativ 1.500 de ani, lebăda neagră a existat în imaginația europeană ca o metaforă pentru ceea ce nu putea exista.

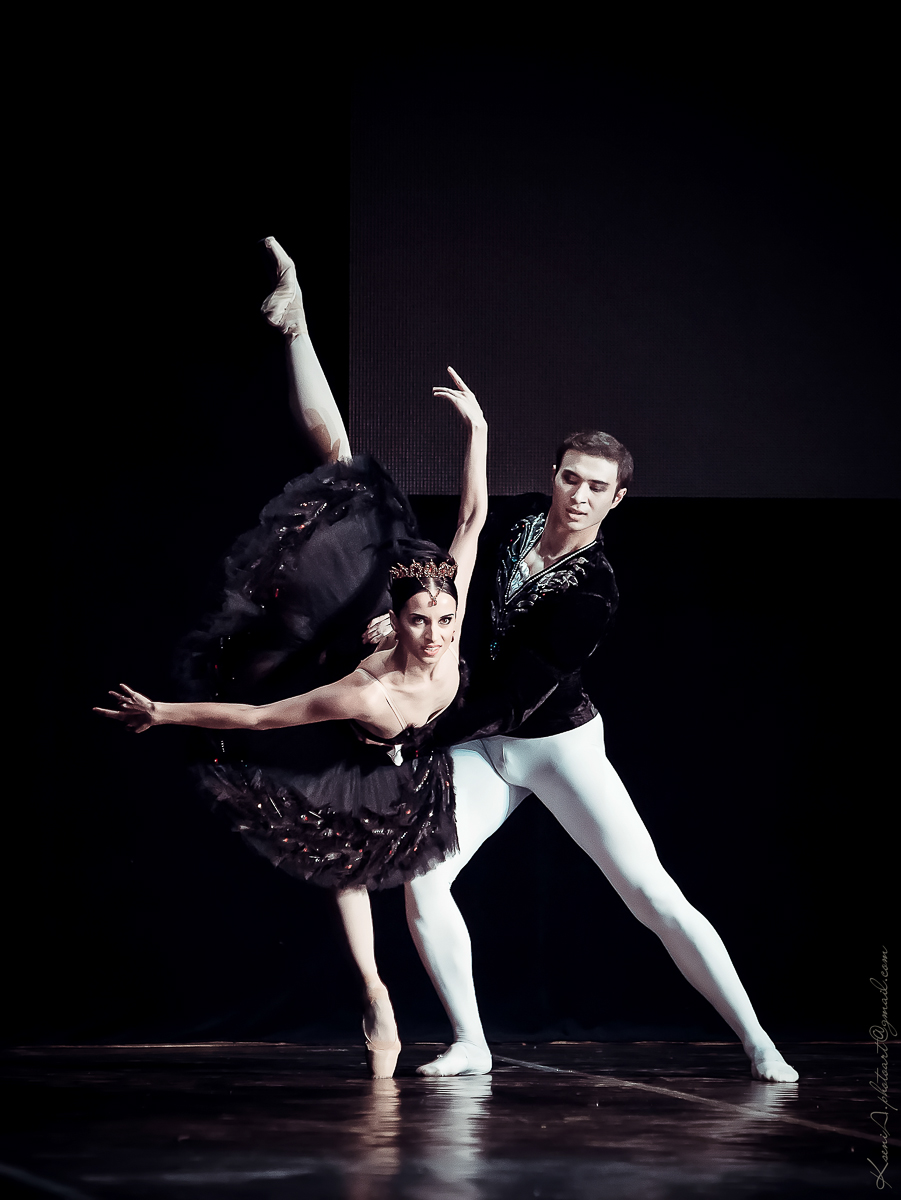
Odile, seducătoare lebădă neagră din Lacul lebedelor de Ceaikovski.

Exploratorul olandez Willem de Vlamingh a fost primul european care a văzut o lebădă neagră în 1697, când a navigat și a numit râul Swan de pe coasta de vest a Noii Olande. Observarea a fost semnificativă pentru Europa, unde „toate lebedele sunt albe”, expresie folosită de mult timp ca exemplu standard al unui adevăr bine cunoscut. În 1726, două păsări au fost capturate lângă insula Dirk Hartog, la 850 de kilometri nord de râul Swan și duse la Batavia (astăzi Jakarta) ca dovadă a existenței lor.

## Alte considerații
Intoducerea lebedei negre în Europa în secolul al XVIII-lea și începutul secolului al XIX-lea a adus păsările în contact cu un alt aspect al mitologiei europene: atribuirea unor relații sinistre între diavol și animalele de culoare neagră. Lebedele negre erau considerate în strânsă legătură cu vrăjitoria și adesea erau alungate sau ucise de oamenii superstițioși. Acest lucru poate explica de ce lebedele negre nu au stabilit niciodată o prezență considerabilă ca animale sălbatice în Europa sau America de Nord.
În Lacul lebedelor lui Ceaikovski, sinistra și seducătoare lebădă neagră, Odile, este în contrast cu inocenta lebădă albă, Odette.
„Teza lebedei negre” dezvoltată de gânditorul libanez Nassim Nicholas Taleb este o metaforă care descrie un eveniment surprinzător (pentru observator), de mare impact socio-economic și care nu poate fi explicat decât după producerea lui. 